# Peperomia chapensis
Peperomia chapensis är en pepparväxtart som beskrevs av J.A. Steyermark. Peperomia chapensis ingår i släktet peperomior, och familjen pepparväxter. Inga underarter finns listade i Catalogue of Life.